# Лукасвил (Охајо)
Лукасвил (енгл. Lucasville) насељено је место без административног статуса у америчкој савезној држави Охајо.

## Демографија
По попису из 2010. године број становника је 2.757, што је 1.169 (73,6%) становника више него 2000. године.
| Група             | 2000.         | 2010.         |
| Белци             | 1.538 (96,9%) | 1.924 (69,8%) |
| Афроамериканци    | 2 (0,1%)      | 791 (28,7%)   |
| Азијати           | 4 (0,3%)      | 2 (0,1%)      |
| Хиспаноамериканци | 5 (0,3%)      | 23 (0,8%)     |
| Укупно            | 1.588         | 2.757         |